# Työlki ellää
"Työlki ellää" er en finsk sang, komponeret af Timo Kiiskinen og sunget af Kuunkuiskaajat.

## Eurovision Song Contest 2010
Sangen var det finske bidrag til Eurovision Song Contest 2010, og blev sunget på finsk. Sangen blev vinder af den finske Euroviisut 2010-konkurrence, arrangeret af YLE, og nåede kun til 1. semifinale ved Eurovision den 25. maj, og kom dermed ikke i finalen, der blev afholdt den 29. maj.
| Musik | Spire Denne musikartikel er en spire som bør udbygges. Du er velkommen til at hjælpe Wikipedia ved at udvide den. |